# Neville Lederle
Neville Lederle (n. 25 septembrie 1938, Theunissen, Free State, Africa de Sud – d. 17 mai 2019, Provincia Western Cape, Africa de Sud) a fost un pilot sud-african de Formula 1 care a evoluat în Campionatul Mondial în 1962 și 1965.